# Plan de Méndez
Plan de Méndez är en ort i Mexiko.   Den ligger i kommunen Cuautitlán de García Barragán och delstaten Jalisco, i den södra delen av landet, 500 km väster om huvudstaden Mexico City. Plan de Méndez ligger 512 meter över havet och antalet invånare är 161.
Terrängen runt Plan de Méndez är huvudsakligen kuperad, men åt sydväst är den platt. Runt Plan de Méndez är det ganska tätbefolkat, med 108 invånare per kvadratkilometer. Närmaste större samhälle är Minatitlán, 11,4 km nordost om Plan de Méndez. Omgivningarna runt Plan de Méndez är en mosaik av jordbruksmark och naturlig växtlighet.